# Bloodsuckers
Bloodsuckers é o terceiro álbum de estúdio da banda de rock japonesa Vamps, lançado em 29 de outubro de 2014 no Japão. Seu lançamento ocorreu na Europa em 23 de março de 2015 e nos Estados Unidos em 24 de março. 
O título "Ahead"  foi alterado para "World's End" no lançamento internacional do álbum e a canção foi usada na campanha da Sony para o celular Xperia no Reino Unido. Já "Vampire's Love" foi usada como música tema da versão japonesa do longa-metragem de 2014 Dracula Untold. Além disso, "The Jolly Roger" foi apresentado no comercial de TV do SUV Nissan X-Trail.

## Produção
A produção do álbum foi feita por Josh Wilbur em colaboração com Vamps, e a arte da capa foi desenhada pelo artista japonês Rockin 'Jelly Bean. Hyde conta que as gravações demoraram cerca de um ano.

## Recepção
Alcançou a quinta posição nas paradas da Oricon Albums Chart.

## Faixas
Todas as letras escritas por Hyde. 
| N.º            | Título                | Duração |  |
| 1.             | "Reincarnation"       | 1:34    |  |
| 2.             | "Zero"                | 3:32    |  |
| 3.             | "Lips"                | 4:07    |  |
| 4.             | "Ahead / World's End" | 4:12    |  |
| 5.             | "Evil"                | 3:25    |  |
| 6.             | "Ghost"               | 4:48    |  |
| 7.             | "Vampire's Love"      | 4:50    |  |
| 8.             | "Damned"              | 4:21    |  |
| 9.             | "Get Away"            | 4:19    |  |
| 10.            | "Replay"              | 4:12    |  |
| 11.            | "Bloodsuckers"        | 1:26    |  |
| 12.            | "The Jolly Roger"     | 4:41    |  |
| 13.            | "Inside Myself"       | 4:38    |  |
| Duração total: | Duração total:        | 50:10   |  |

## Músicos
- Hyde - vocais
- K.A.Z - guitarra